# 古董茶

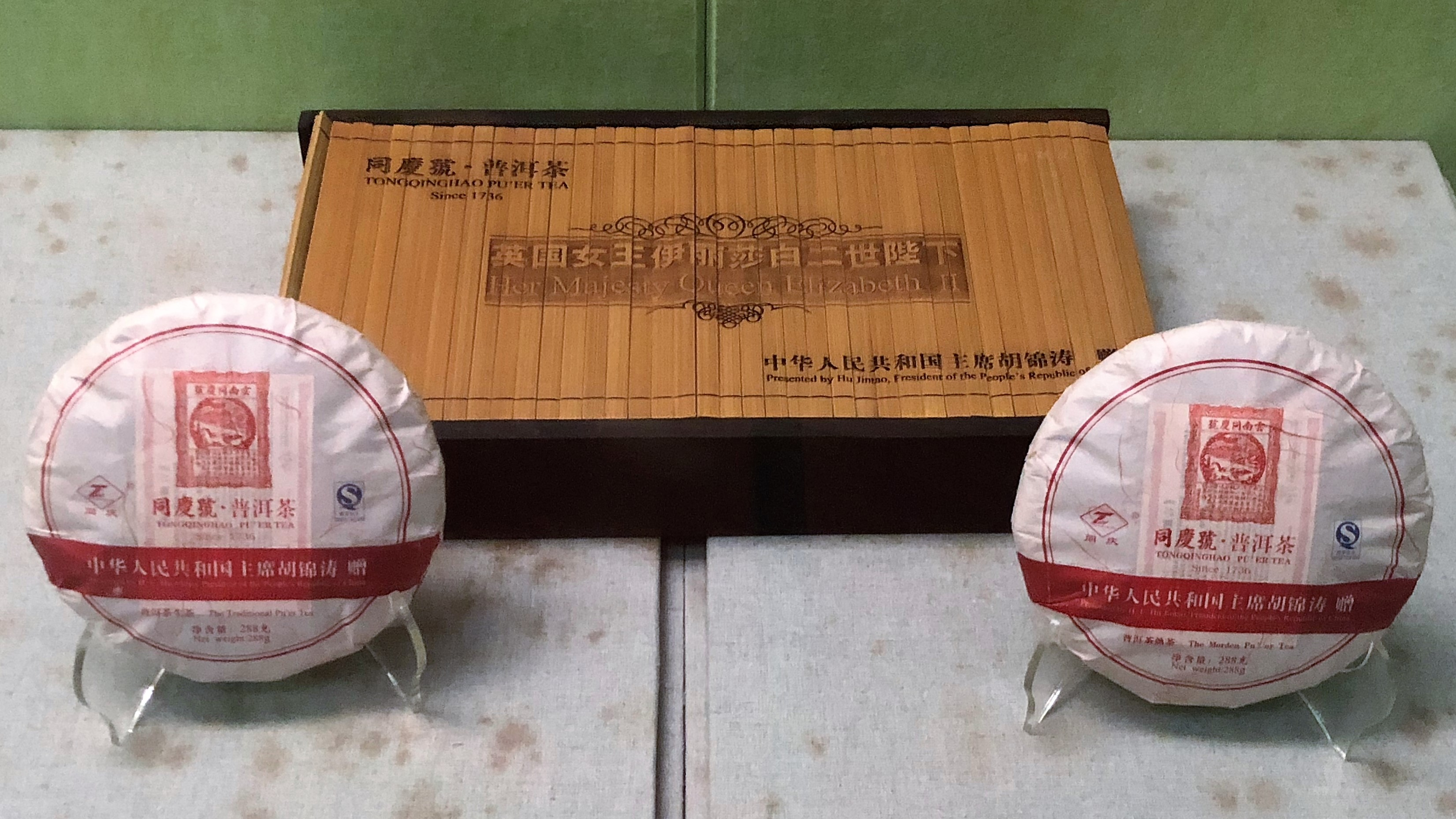
中共中央总书记胡锦涛赠英国女王伊丽莎白二世的国礼同庆号普洱茶，是古董茶的代表

古董茶，又称号字茶，是指1957年以前的私人茶号茶品，其中包括同庆号、同兴号、黄文兴、宋聘号、同兴贡饼、同昌号、鼎兴圆荼、干利贞宋聘号、猛景紧茶、福禄贡茶等。

## 沿革
清朝普洱茶成为贡茶后，私人茶庄盛行。中华人民共和国成立后，国营茶厂昆明茶厂、勐海茶厂、下关茶厂、临沧茶厂、凤庆茶厂规模最大，并收购云南省主要茶区茶菁。1954年，私人茶庄所经营的茶叶都由国家收购、销售。1957年公私合营后，所有私人茶厂正式并入国营茶厂，私人茶庄时代正式结束。古董号字茶所使用原料，从历史背景资料与叶底判断，并非同一山头茶区，由大小树混采，而非纯古树茶，其所用茶菁原料横跨普洱、勐海等地。